# Jean-Dominique Rachette
Antoine-Jacques-Jean-Dominique Rachette (russisch Яков Иванович (Жан-Доминик) Рашет; * 22. Dezember 1744 in Montpellier (Saint-Denis); † 10. Junijul. / 22. Juni 1809greg. in St. Petersburg) war ein französisch-russischer Bildhauer und Hochschullehrer.

## Leben
Rachette war der Sohn des Bildhauers Dominique Rachette und dessen Frau Claudine Bienfait. Rachette studierte in den 1760er Jahren in Kopenhagen an der Königlich Dänischen Kunstakademie. Auf den Kunstausstellungen 1763 und 1764 wurden seine Werke mit einer Kleinen bzw. Großen Goldmedaille ausgezeichnet. 1765 heiratete er in Kopenhagen Esther-Christiane von Dockum (1746–1835), Tochter des dänischen Mühlenbauers Martin von Dockum (1705–1769), mit der er 9 Kinder bekam. 1766–1769 studierte er an der Académie royale de peinture et de sculpture in Paris.
1771 ging Rachette nach Berlin und lehrte an der Königlich-Preußischen Akademie der Künste und mechanischen Wissenschaften, an der er 1772 zum Professor ernannt wurde. Er schuf den Skulpturenschmuck im Wandsbeker Schloss (1733–1777) und Basreliefs in Hamburg (1778).
1779 wechselte Rachette auf Einladung des Generalprokurors des russischen Senats Alexander Alexejewitsch Wjasemski nach St. Petersburg und wurde Modelliermeister in der Kaiserlichen Porzellanmanufaktur St. Petersburg. Besonders bekannt wurde Rachette durch eine Reihe von Figuren der Völker des russischen Staates, die einen hohen historischen, ethnographischen und künstlerischen Wert haben. Zu den außergewöhnlichen Arbeiten dieser Zeit zählt Rachettes zum 20. Thronjubiläum Katharinas II. im Auftrag von Wjasemski gefertigtes „Arabesken-Service“ mit 973 Teilen für 60 Personen. Zu nennen sind auch die skulpturellen Schmuckelemente im Senat (1779) und im Taurischen Palais. Katharina II. stellte er als Kybele dar, die 1788 als Kupferstatue in Zarskoje Selo aufgestellt wurde. 1785 wurde Rachette als Vollmitglied in die Russische Kunstakademie aufgenommen. 1794 wurde er Adjunkt-Professor und 1800 Professor.
1804 verließ Rachette die Porzellanmanufaktur und arbeitete als freier Künstler. 1809 erhielt er die russische Staatsbürgerschaft. Für die große Kaskade am  Schloss Peterhof schuf er 1806–1809 fünf vergoldete Bronzeskulpturen: Juno, Jupiter, Galateia und zwei Najadengruppen mit Tritonen. Er schuf Porträtbüsten und Statuen von bedeutenden Personen, so von Leonhard Euler für die Akademie der Wissenschaften, Prokofi Akinfijewitsch Demidow und Pjotr Alexandrowitsch Rumjanzew-Sadunaiski sowie von Gawriil Romanowitsch Derschawin und dessen Frau. Er schuf große Basreliefs für die Portikus und Attiken der Kasaner Kathedrale.
Vor seinem Tode wurde Rachette in den Adel aufgenommen. Er wurde auf dem Smolensker Friedhof in der lutherischen Abteilung begraben.
Mehr als 20 Werke Rachettes sind in der Eremitage, im Russischen Museum, in der Russischen Kunstakademie und in der Tretjakow-Galerie ausgestellt. Nach Rachette ist eine Straße im Wyborger Rajon St. Petersburgs benannt.
Der Bergingenieur und Metallurg Wladimir Karlowitsch Raschet war ein Nachkomme Rachettes.

## Werke

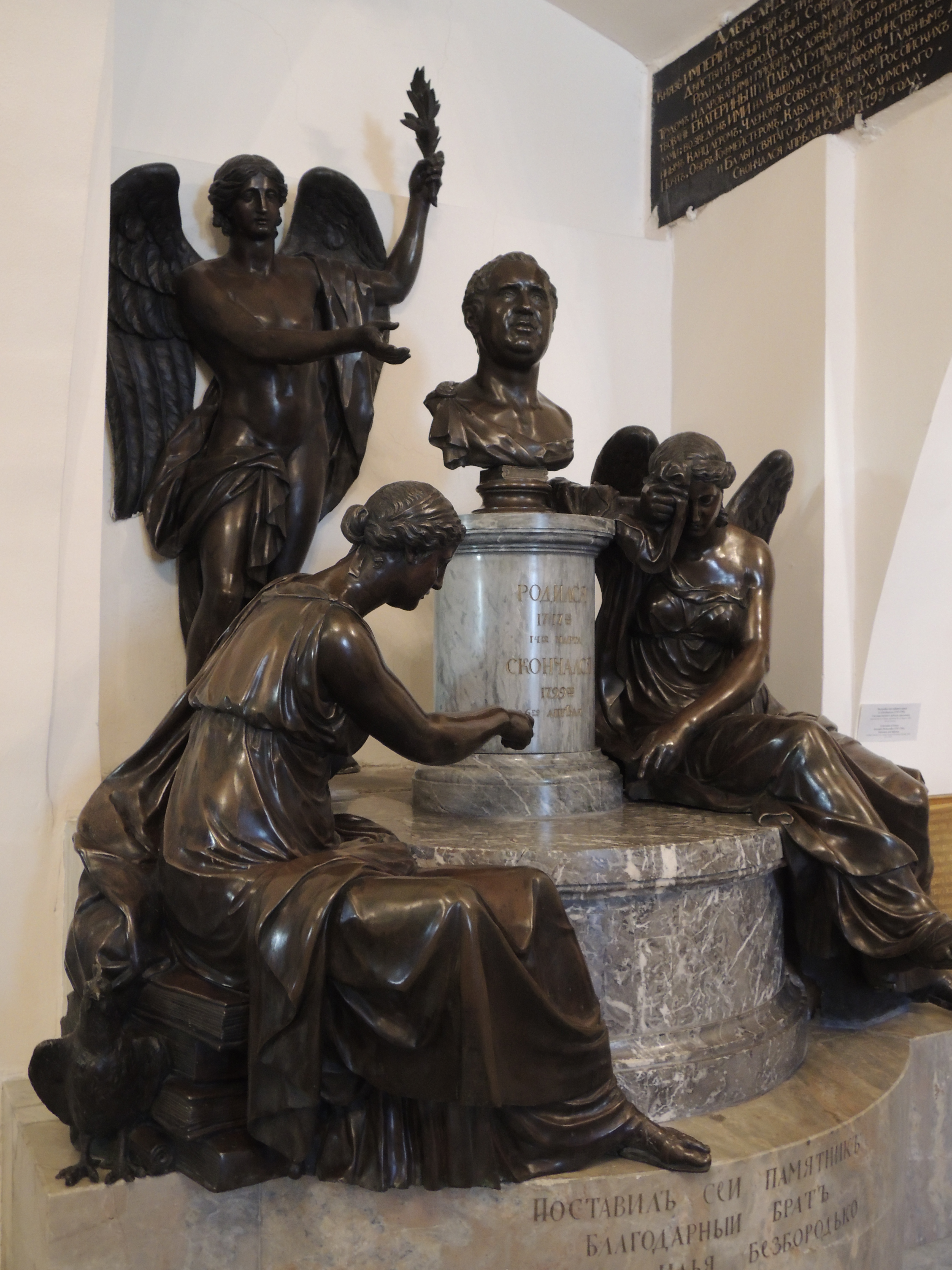
Grabmonument Alexander Andrejewitsch Besborodkos (1803, Architekt Nikolai Alexandrowitsch Lwow) in der Verkündigungskirche im Alexander-Newski-Kloster

## Ehrungen
- Russischer Orden der Heiligen Anna II. Klasse